# رنگارنگ (فیلم)
رنگارنگ (به هندی: Rangeela)یا خوش‌چهره فیلمی محصول سال ۱۹۹۵ و به کارگردانی رام گوپال وارما است. در این فیلم بازیگرانی همچون عامر خان، جکی شروف، اورمیلا ماتوندکار، گلشن گروور، ریما لاگو، شفالی شاه، آدیتا نارایان، ساروج خان ایفای نقش کرده‌اند.